# 成城学園初等学校
成城学園初等学校（せいじょうがくえんしょとうがっこう）は、東京都世田谷区にある私立小学校。

## 沿革
- 1917年（大正6年） 澤柳政太郎が東京市牛込区（現・新宿区）成城中学校の中に私立成城小学校を創設開校。（入学児童、第1学年26名、第2学年6名）
- 1925年（大正14年） 成城小学校を北多摩郡砧村喜多見に移転。
- 1941年（昭和16年） 成城小学校を成城初等学校と改称。
- 1941年（昭和16年） 第12回理科教育賞の大賞を受賞した[1]。

## 著名な出身者
- 加藤一郎 法学者、元東京大学総長、東京大学名誉教授、弁護士
- 斎藤眞 政治学者、東京大学名誉教授
- 石川登 文化人類学者、京都大学教授
- 遠山一行 音楽評論家、実業家 ※自主退学
- 小堀鴎一郎 医師
- 小宮山洋子 ジャーナリスト、政治家、元厚生労働大臣
- 弘中惇一郎 弁護士
- 出井伸之 ソニー株式会社最高経営責任者
- 室井摩耶子 ピアニスト
- 石井歓 作曲家
- 小林福子 作曲家
- 矢崎泰久 編集者
- 小澤征良 作家
- 森雅之 俳優 ※番町小学校から転入
- 大町陽一郎 指揮者
- 高田信一 作曲家、指揮者
- 山川彌千枝 『薔薇は生きてる』著者
- 尾崎英外 実業家、あいおいニッセイ同和損害保険会長
- 古川修 技術者、芝浦工業大学名誉教授
- 御徒町凧 作詞家
- 井上道義 指揮者
- 森山良子 歌手
- 森山直太朗 歌手
- 岩崎宏美 歌手
- 岩崎良美 歌手
- 前川紘毅 歌手
- 小澤征悦 俳優
- 橋本一郎 俳優
- 伊藤裕子 女優
- 木村佳乃 女優
- 黒澤和子 映画衣装デザイナー
- 平子理沙 ファッションモデル
- 花田美恵子 ファッションモデル
- 堀光昭 俳優
- 紀比呂子 元女優
- 三船史郎 俳優、映画プロデューサー
- 武下公美 女優
- 柿澤勇人 俳優
- 山田純大 俳優
- 布川隼汰 俳優
- 小園凌央 俳優
- 寛一郎 俳優
- 京本大我 アイドル、俳優
- 香音 ファッションモデル
- 吉元由美 作詞家、小説家
- 小野耕世 映画評論家
- なべやかん タレント
- 中村米吉 (5代目) 歌舞伎役者
- 観世銕之丞 (9世) 能楽師
- 絵美里 ファッションモデル
- 黒田知永子 ファッションモデル
- 本城未沙子 歌手
- 児島未散 歌手
- 千倉真理 タレント、ラジオパーソナリティ
- 藤村さおり 元アナウンサー（フジテレビ）
- 吉田明世 フリーアナウンサー（元TBS）
- 水原恵理 アナウンサー（テレビ東京）
- 藤井弘輝 アナウンサー（フジテレビ）
- 黒澤久雄 映画プロデューサー
- 古関正裕 著作家
- 小坂一也 歌手、俳優
- 荘田由紀 女優
- 松尾雄治 タレント、元ラグビー新日鉄釜石主将
- 原田健士 柔道家
- 尾﨑野乃香 女子レスリング選手
- 河野正美 政治家、精神科医
- 米良はるか 実業家
- 坂口杏里 タレント、グラビアアイドル、元AV女優
- 栗原沙也加 女優、ミュージカル女優
- 細谷ゲン クリエイティブ・ディレクター
- 渡辺眞伍 ナレーター
- 吉田花子 抽象画家